# بطولة الجمهورية (كوريا الشمالية)
بطولة الجمهورية (هانغل: 공화국선수권대회) ، هي بطولة رسمية للاتحاد الكوري الديمقراطي لكرة القدم في كوريا الشمالية ، أسست البطولة شهر أكتوبر سنة 1972م، وتقام البطولة كل من شهر سبتمبر وأكتوبر.